# Hip hop brasiliense
Hip Hop Brasiliense é a designação habitual (coloquial) para a música Hip Hop feita em Brasília, DF. Além disso, o Hip Hop Brasiliense também é uma comunidade que engloba diversos artistas e colaboradores do movimento Hip Hop do Distrito Federal. Sendo que o Hip Hop esteve presente na cena do Distrito Federal desde o final de 1980. A primeira geração de MCs era composta por GOG e o DJ Jamaika. Enquanto, a segunda geração iniciou com o MC RAPadura na década de 1990. Atualmente, uma das rappers do Distrito Federal com mais reconhecimento nacional é a Flora Matos. Pode-se notar que a geração atual, de 2000 até o presente, possui muitos grupos e MCs que estão lançando projetos musicais e criando novos eventos para expandir a cena local de Hip Hop no Distrito Federal.

## História do Hip Hop do Distrito Federal

### Primeira Geração
Essa seção fala sobre a primeira geração de MCs do Distrito Federal.
O DJ Jamaika é um dos pioneiros, responsável por ampliar a cultura do Hip Hop no Distrito Federal desde 1993. Ele participou de vários programas na rádio e na TV, como "Transamérica." Ele é natural de Ceilândia, sendo que o mesmo tinha um grupo chamado Alibi em 1999. Ele também fez parte do grupo Câmbio Negro, que foi fundado pelo MC X em 1990. Um dos seus CDs mais conhecidos se chama "Pá Doido Pirá" que também é considerado uma referência no Hip Hop Brasileiro. Em 2002, o DJ Jamaika se tornou Evangelico e iniciou projetos musicais voltados para a música Gospel. Em 2007, ele foi vencedor do "Prêmio Hutúz", na categoria de melhor beatmaker do Brasil.
GOG é outro pioneiro da cultura de Hip Hop no Distrito Federal. Ele nasceu em Sobradinho, sendo que se mudou para o Guará em 1973, aonde ele morou até 1991. Ele é um rapper e também possui uma carreira como poeta. Em 1992, ocorreu a gravação do seu primeiro CD, intitulado "Peso Pesado". Em 2007, ele ganhou o Prêmio Hútuz na categoria de melhor artista. Seu trabalho mais recente foi o DVD Cartão Postal Bomba!, lançado em 2009.

### Segunda Geração
O MC RAPadura Xique-Chico nasceu em Fortaleza e se mudou para Brasília em 1997. Ele iniciou sua trajetória no Hip Hop quando participou na música do GOG: A quem possa interessar no álbum Aviso às gerações. MC RAPadura também participou em vários concursos de repente pt. Ele possui um estilo original, influenciado pelo forró e baião, que ele mescla com os beats/instrumentais de Hip Hop de autoria própria. Em 2010, RAPadura cantou na TV Cultura no episódio de Manos e Minas, e em 2013, em um sarau da Globo News com o MV Bill e o Ramonzin.

### MCs Femininas

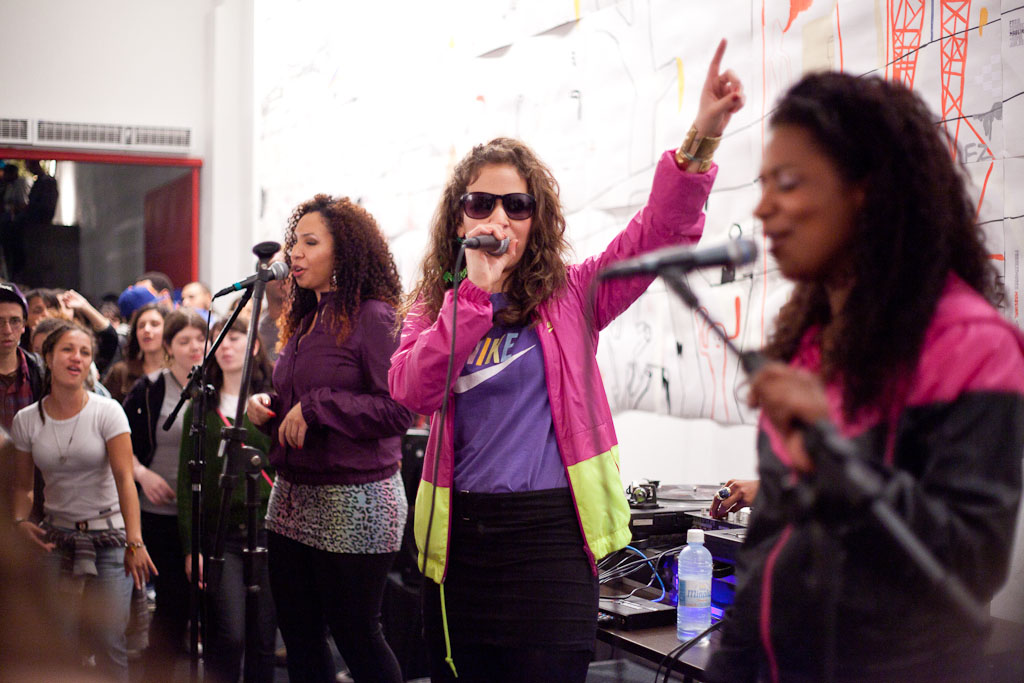
MC Flora Matos

Existem muitas MCs do Distrito Federal que estão tendo êxito no cenário musical do Brasil. Uma delas é a Flora Matos, que foi criada por uma família de músicos. Ela se apresentou no palco pela primeira vez com a banda Acarajazz quando tinha apenas 4 anos de idade, porque seu pai era o compositor da banda. Em 2003, Flora realizou seu primeiro projeto solo, Noções Unidas, com o produtor Chicco Aquino. Suas influências são Racionais MC's,  pt  pt Kamau,  pt etc. Em 2006, ela começou a cantar com o DJ Brother, que lhe rendeu o prêmio de melhor cantora do ano no Distrito Federal. Em 2007, gravou um remix da música Véu da Noite, da cantora Céu, produzida por KL Jay (DJ dos Racionais MCs). Ela se tornou popular depois de trabalhar com DJs famosos do RAP brasileiro como KL Jay, DJ Cia, etc. Em 2008, ela foi convidada por  pt and  pt para participar na mixtape O Jogo é Hoje, com patrocínio da Nike e dirigido pelo Blue e  pt foi ai que ela gravou a música Mundo Pequeno. Em Outubro de 2008, ela fez diversos shows pela Europa (Paris, Angers, etc). Quando ela retornou, ela lançou o single Jogo da Velha. Um ano depois, ela cantou com o Emicida e no final do mesmo ano ela lançou sua primeira mixtape intitulada: Flora Matos vs Stereodubs.

### Geração Atual
Vários eventos foram criados no Distrito Federal para melhorar a cultura Hip Hop, desde as festas DaBomb até as batalhas de 2010 chamadas Calango Pensante. A batalha Calango Pensante foi criada por MC Ahoto (Jorge Henrique Pinho) para motivar os MCs a fazerem duelos de freestyle (rima improvisada) no shopping Conic. Haviam prêmios para o vencedor da batalha e o vice-campeão, como a soma do dinheiro dado por cada MC concorrente no início do evento ou ingressos para shows de Hip Hop. MC Ahoto também criou outros eventos como I Love Rap DF, que é um evento onde os grupos de Hip Hop podem realizar e promover o seu trabalho. 
Como artista, o primeiro sucesso do MC Ahoto foi a música Fogo na Bomba, produzida por Emtee (do Movimento Plano Crew - MPC). A música é basicamente sobre arte e grafite em geral, já que o MC Ahoto também é um grafiteiro ativo. Na verdade, o MC Ahoto começou como grafiteiro. Ele possui uma equipe de grafiteiros chamada "Kaligrafia Mardita", que foi indicada na categoria melhor prêmio do Graffiti em 2011 (Prêmio Hip Hop Zumbi - Edição Dandara). Atualmente, ele é um dos principais representantes de Samambaia e teve várias colaborações com outros MCs, logo formando os seguintes grupos: "Flowgados", "Movimento Plano Crew" e "Coletivação". MC Ahoto venceu o evento "Microfonia" de 2010, uma Batalha de MCs que aconteceu no Distrito Federal e que deu ao MC Ahoto a oportunidade de viajar para o Rio de Janeiro e participar da Batalha Nacional Brasileira: Liga dos MCs. Ele também ganhou o prêmio de destaque de MC Brasiliense em 2011.
Atualmente, a cena de Hip-Hop no Distrito Federal expandiu consideravelmente. Novos MCs e grupos como: Alves, Froid, TheGust MCs, Um Barril de Rap, Sid, Singelo, Zen, e o ZKAR ganharam uma certa notoriedade com suas músicas. Produtores de Hip Hop do Distrito Federal também surgiram. Novos produtores como o beatmaker: Disstinto e produtores musicais como o Emtee tem sido responsáveis por criar os instrumentais (beats) e produzir as músicas dos artistas e MCs da cena Brasiliense.
Novos MCs como o Froid, o Yuri Pleno, e o Naui Movni tem demonstrado um potencial significativo nas suas obras.

## Prêmio Hip Hop Zumbi
O Prêmio Hip Hop Zumbi foi um evento criado pela ArtSam em 2010 para potencializar o Hip Hop Brasiliense. Este evento reconhece e valoriza os diversos talentos do Distrito Federal, que é considerada por muitos como a segunda maior cena de Hip Hop do Brasil. Também torna a cena mais profissional, com a participação política e popular, assim tornando o ativismo social mais conhecido. O nome escolhido ilustra bem esse objetivo principal, dessa forma refrescando a memória do povo Brasileiro ao escravo que era o líder dos maiores, o Quilombo, o Zumbi. Logo, prêmios foram dados no Distrito Federal por projetos de Hip Hop lançados entre Julho de 2009 e Dezembro de 2013.

## Batalhas de MCs
Pode-se observar que pelo Distrito Federal ocorrem mais de vinte batalhas regulares, as quais funcionam como torneios onde os participantes são julgados pelo público (e, às vezes, também por jurados) que avaliam seu mérito em construir rimas e versos improvisados na hora. É incerto especificar quando surgiram exatamente as batalhas de MCs no Distrito Federal, mas é perceptível o crescimento de sua popularidade. No começo da década de 2010, existiam três batalhas regulares, como o Calango Pensante, que acontecia mensalmente no Conic. Hoje em dia, são mais de vinte batalhas e a maioria, semanais. Há batalhas menores, que atraem mais a comunidade ao redor e os transeuntes; e há batalhas grandes, consagradas e que atraem grande público, como a Batalha do Relógio em Taguatinga e a Batalha do Museu. Há uma batalha organizada por e voltada para as mulheres, a Batalha das Gurias, que ocorre no último domingo do mês em diferentes regiões administrativas do DF. E a Batalha do Neurônio, que é uma batalha na modalidade de conhecimento e temas.

### Calango Pensante
Foi criada em 2010 por Jorge Pinho também conhecido como o MC Ahoto. As batalhas ocorriam no shopping Conic.

### Batalha do Museu
Essa batalha foi criada em 2012 pelo MC Zen (Gerson Macedo). Sendo que a batalha ocorre em Brasília todo domingo no Museu Nacional da República. A Batalha do Museu foi criada pela necessidade de reunir os MCs do Distrito Federal e transmitir conhecimento sobre a cultura do Hip Hop e o estilo musical em geral. MC Zen, com o auxílio de outros MCs da região do Distrito Federal, organizou a Batalha do Museu (Museum Battle), assim definindo um horário de tarde no domingo, geralmente as 16 horas.
A modalidade da Batalha do Museu é considerada como batalha de sangue, que possui um destaque maior quando comparada às outras formas de batalhas, por causa de uma preferência do público por esse formato. Diante disso, os discursos mais presentes possuem como tema principal o outro MC, ou seja, tem um cunho mais agressivo ou bem humorado com o intuito de desmoralizar o adversário. Porém esse fato não impede os participantes de abordarem outros temas na construção de suas ideias, como política, cultura e participação no movimento Hip Hop.

### Batalha do Neurônio
Foi criada em 2012 por MC Zen e Emtee na Vila Planalto, Brasília, e era conhecida inicialmente como Raciocinio RAPido!.
Depois a batalha foi reestruturada pelo Nauí Paiva e o Biro Ribeiro, sendo que o nome foi alterado para Batalha do Neurônio. O local da batalha também foi alterado para Taguatinga, especificamente no Taguaparque.
Normalmente, na Batalha do Neurônio, os temas são mais variados e vão desde temas cotidianos até temas mais políticos/filosóficos, por exemplo: futebol ou filmes. Varia muito de acordo com o tema proposto pela plateia e do que o MC determina em sua abordagem no seu discurso do dia.

### Batalha da Escada
Idealizada entre março e abril de 2015, o projeto é uma iniciativa de alunos da UnB que surgiu de um movimento espontâneo de interessados pela cultura Hip Hop. O encontro para improvisar rimas foi atraindo cada vez mais gente e evoluiu para o que na atualidade é um evento semanal que atrai um público de aproximadamente 400 pessoas para o teatro de arena, no Campus Darcy Ribeiro da Universidade de Brasília. O coletivo responsável pelo projeto – que é composto por algo em torno de dez pessoas – realiza também outras atividades: oficinas, rodas de conversa, palestras em escolas e eventos, intervenções de diversos tipos e outras iniciativas propiciadas pelo caráter multidisciplinar das relações entre os envolvidos. Geralmente, as batalhas ocorrem na área externa do Instituto Central de Ciências (ICC) Norte, com a promessa de aliar a cultura Hip Hop à área acadêmica da universidade.

### Batalha das Gurias
Foi criada em 2013 por cinco mulheres que participavam de batalhas de rimas no Museu Nacional da República, o coletivo começou com o intuito de incentivar a participação feminina no Hip hop a partir de um grupo exclusivo para as mulheres. Basicamente, o coletivo Batalha das Gurias (BDG) luta por mais espaço das mulheres no Rap. Nos eventos da BDG, é comum presenciar denúncias contra o machismo e a desigualdade de gênero. Outro fator importante é que a BDG ministra diversas oficinas em escolas e marca presença em festivais e congressos musicais, como o Fórum Nacional de Mulheres no Hip Hop e o Green Move Festival que ocorreram em Brasília.